# Expédition de Khalid ibn al-Walid (Dumatul Jandal)
Pour les articles homonymes, voir Expédition de Khalid ibn al-Walid.
L’expédition de Khalid ibn al-Walid, à Dumat Al-Jandal, pour attaquer le prince chrétien de Duma, se déroula en mars 631 AD, 9AH, 11e mois du calendrier islamique,,,, ou octobre 630AD selon William Montgomery Watt.